# Lagtingets finansudvalg
Lagtingets finansudvalg (færøsk: Fíggjarnevndin) er det fagudvalg som behandler finans-, økonomi-, skatte- og afgiftssager i Lagtinget på Færøerne. I dagens finansudvalg indgår også det gamle Skatteudvalg. De fleste partier i Lagtinget plejer at være repræsenterede i Finansudvalget, som tæller syv medlemmer.

## Medlemmer
Medlemmer i perioden 2019–2023:
- Magnus Rasmussen, (SB), formand
- Aksel V. Johannesen, (JF), næstformand
- Bill Justinussen, (MF)
- Jákup Mikkelsen, (FF)
- Kristin Michelsen, Sjálvstýri
- Kristina Háfoss, Tjóðveldi (indtil januar 2021)
- Ruth Vang, Framsókn

Medlemmer i perioden 2015–2019:
- Ruth Vang (Framsókn), formand [2]
- Helena Dam á Neystabø, (JF)
- Kristin Michelsen, (JF)
- Pauli Trond Petersen, (T)
- Jacob Vestergaard (FF)
- Bill Justinussen (MF)
- Bárður á Steig Nielsen (SB)

Medlemmer i perioden 2011–2015:
- Bárður á Steig Nielsen (SB), formand
- Kristina Háfoss (T), næstformand
- Bill Justinussen (MF)
- Jacob Vestergaard (FF)
- Eyðgunn Samuelsen (JF)
- Aksel V. Johannesen (JF)
- Rodmundur Nielsen (FF)

## Formænd
- Magnus Rasmussen (SB) 2019-2023
- Bárður á Steig Nielsen (SB) 25. januar 2019 - 31. august 2019[3]
- Ruth Vang (Framsókn) 2015 – 25. januar 2019
- Bárður á Steig Nielsen (SB) 2011–2015
- Jørgen Niclasen (FF) 2011
- Anfinn Kallsberg (FF) 2004–2011
- Óli Breckmann (FF) 2002–2004
- Finnbogi Arge (FF) 2000–2002
- Bjarni Djurholm (FF) 1998–2000
- Jørgen Niclasen (FF) 1998
- Finnbogi Arge (uafhængig) 1994–1998
- Jørgen Thomsen (JF) 1990–1994

## Eksterne links
- Udvalgets internetside Arkiveret 20. december 2014 hos  Wayback Machine